# Sauce de Batoví
Pour les articles homonymes, voir Sauce (homonymie).
Sauce de Batoví est une localité uruguayenne située dans le département de Tacuarembó. Sa population est de 72 habitants.

## Population
| Année | Population |
| ----- | ---------- |
| 1963  | –          |
| 1975  | –          |
| 1985  | –          |
| 1996  | –          |
| 2004  | 72         |

Référence,: